# Monster Soul
Monster Soul (モンスターソウル?, Monsutā Souru) è uno shōnen manga di ambientazione fantasy scritto ed illustrato da Hiro Mashima. In Giappone è stato pubblicato a partire da dicembre 2005 sulla rivista Comic Bom Bom di Kōdansha ma è stato interrotto con due soli volumi all'attivo a causa di impegni di lavoro dell'autore. In Italia è approdato nel dicembre 2008, grazie all'editore Star Comics.

## Trama
Il racconto di Monster Soul si svolge nella terra di Elfenland, un mondo che in passato è stato teatro dello scontro tra due razze: quella degli Umani e quella dei Monster, strani esseri dai poteri particolari. A causa della sconfitta di questi ultimi, in seguito alla guerra essi si ritirarono in luoghi nascosti per evitare gli attacchi degli Hunter, bracconieri umani di Monster con l'obbiettivo di catturarli per poi rivenderli al mercato nero. I principali personaggi sono un gruppo di Monster chiamato Black Airs. Il gruppo viene registrato come il più forte di mostri nella grande guerra tra le due fazioni.
I primi tre capitoli sono composti di tre storie che non hanno una trama principale, ma l'ultimo nella "prima fase" rivela un po' del passato.
Nella "seconda fase" i Black Airs partono per l'Inferno per aiutare un bambino umano a salvare la popolazione, catturata dal gruppo "Drei Command".

## Personaggi
- Aki: protagonista della serie. è l'unico a potersi trasformare utilizzando il soul, in un lupo-demone.
- Touran: è della razza golem, nata da padre golem e madre umana. Suo padre e i suoi compagni golem muoiono a causa della pioggia.
- Mami: della razza mummia, è la sorellona del gruppo. In passato aveva salvato Aki.
- James: della razza frankenstein.
- Serge: principe umano di Drioklam che il gruppo aiuta nel secondo volume.
- Belze: il cacciatore di soul, ha eliminato la città a cui appartiene Selshu e in passato aveva ucciso i genitori di Aki. Da quest'ultimo viene ucciso nel secondo volume.

## Volumi
| Nº | Titolo italiano Giapponese 「Kanji」 - Rōmaji                                                                                | Data di prima pubblicazione              | Data di prima pubblicazione |
| Nº | Titolo italiano Giapponese 「Kanji」 - Rōmaji                                                                                | Giapponese                               | Italiano                    |
| 1  | Monster Soul 1 「モンスター ソウル 1」 - Monsutā souru 1                                                                     | 15 gennaio 2007 ISBN 978-4-06-332061-9   | 3 dicembre 2008             |
| 1  | Capitoli - 1. Arrivano i Black Airs - 2. La rivoluzione dei monster - 3. Muta i pensieri in forza! - Extra: Il Monster Quiz! |                                          |                             |
| 2  | Monster Soul 2 「モンスター ソウル 2」                                                                                       | 14 settembre 2007 ISBN 978-4-06-332098-5 | 2 febbraio 2009             |
| 2  | Capitoli - 1. Hell the roots - 2. Inferno, blocco uno - 3. L'arma finale - 4. (capitolo finale) Soul                         |                                          |                             |